# Бейкер, Чет
Чесни Генри «Чет» Бейкер (англ. Chesney Henry «Chet» Вaker; 23 декабря 1929, Йейл, штат Оклахома — 13 мая 1988, Амстердам, Нидерланды) — американский джазовый трубач, руководитель ансамбля. В плеяде трубачей, выдвинувшихся в начальный период развития модерн-джаза, Бейкер занимает одно из ведущих мест. Является первым белым трубачом современного кул-стиля в сфере комбо-джаза. Ему принадлежит важная роль в экспериментах Джерри Маллигана с «бесклавишными» составами комбо, в которых отсутствие гармонической поддержки мелодических голосов партией фортепиано должно было восполняться за счет полифонизации фактуры и требовало развитого гармонического мышления от участников ансамбля. Данные опыты основывались на синтезе различных стилевых элементов модерн-джаза, свинга и современной академической камерной музыки, создали предпосылки для последующего расцвета кул-стиля и «третьего течения». Выступал также как певец, в вокале отличался мягкой лирической манерой исполнения, обладал необычно высоким, почти юношеским голосом.

## Творческая биография
В возрасте 11 лет приехал с семьей в Калифорнию. В школе обучался игре на трубе, затем начал выступать в духовых и танцевальных оркестрах. Службу в армии проходил в Западном Берлине как трубач военного оркестра (1946-48), после демобилизации продолжил музыкальное образование в колледже Эль-Камино (Лос-Анджелес), где изучал теорию музыки и гармонию. В 1949 получил приглашение в военный оркестр PRESIDIO ARMY BAND, с которым играл в Сан-Франциско до 1952. В этот период познакомился с музыкантами-боперами, участвовал в джем-сешнах.
В начале 1952 сотрудничал с Чарли Паркером и Видо Муссо, в конце того же года в Голливуде примкнул к Джерри Маллигану и вскоре стал знаменитостью как солист его квартета. В дальнейшем выступал преимущественно с собственным комбо (начиная с 1953), членом которого был также пианист Расс Фримен. Совершил несколько европейских турне в 1955-56. Возобновив сотрудничество с Маллиганом, успешно концертировал в составе его секстета в Париже (и как пианист). Аккомпанировал певице Катерине Валенте во время её гастролей в Баден-Бадене.
В 1959-60 находился в Италии, здесь из-за пристрастия к наркотикам перенёс психическое заболевание, был осуждён и в заключении прошёл курс лечения.

«Каждый раз я играю, как будто это последний раз. Уже много лет. Мне немного осталось, и очень важно, чтобы те, с кем я играю — кто бы это ни был, — видели, что я отдаю все, что у меня есть. И я от них жду того же. Мне нравится играть, я люблю играть. Наверное, я для этого и родился».

В 1964 вернулся из Европы в США, снова приобрел широкую известность, принимал участие в различных джазовых фестивалях (в Ньюпорте, Монтерее и др.). В разное время с Бэйкером играли музыканты из Франции, Бельгии, Голландии, ФРГ, Дании (в том числе Нильс-Хеннинг Эрстед-Педерсен, Вольфганг Лаккершмид и др.), среди его американских партнеров — пианисты «Дюк» Джордан, Эл Хейг, Пол Блей и Дик Туордзик, саксофонисты Стэн Гетц, Ли Кониц, Арт Пеппер и Пол Дезмонд, гитарист Джим Холл, басисты Джимми Бонд, Чарли Хейден и Рон Картер, барабанщики Питер Литмэн и «Бивер» Харрис.

## Записи
Со своими ансамблями (с 1953) и биг-бэндом (1956), с Чарли Паркером, Джерри Маллиганом (1952-53, 1957-58), Стэном Гетцем, Полом Дезмондом, Артом Пеппером, Элом Хейгом, «Дюком» Джорданом, Полом Блеем, Джимом Холлом, Роном Картером, Чарли Хейденом, европейскими музыкантами (1959); Элвисом Костелло (исполнителем рок-н-роллов), со струнными, с биг-бэндом «Чабби» Джексона и др.; на некоторых пластинках записан и как трубач, и как вокалист.

## Смерть
Чет Бейкер был найден мертвым примерно в 3 часа ночи 13 мая 1988 года в Prins Hendrikkade (в районе Zeedijk) на улице под окнами своего номера на втором этаже гостиницы «Prins Hendrik Hotel» в Амстердаме (Голландия) с серьёзными ранениями головы. В номере был обнаружен героин и кокаин, вскрытие также показало наличие этих наркотиков в его крови. Поскольку не было обнаружено признаков борьбы, его смерть была расценена как несчастный случай.
Тело Бейкера было отправлено домой для погребения на кладбище Инглвуд-Парк в Инглвуде. На отеле в Амстердаме была установлена мемориальная доска.

## Дискография
- INGLEWOOD JAM (1952) by Charlie Parker/Chet Baker
- Line for Lyons / Carioca (1952) by Gerry Mulligan
- My Funny Valentine / Bark for Barksdale (1952)
- HAIG '53 — THE OTHER PIANOLESS QUARTET (1953) by Chet Baker/Stan Getz
- Maid in Mexico (1953)
- GERRY MULLIGAN QUARTET/CHUBBY JACKSON BIG BAND (1953) by Gerry Mulligan / Chubby Jackson
- WITCH DOCTOR (1953) by Chet Baker/Lighthouse All-Star
- BOSTON (1954) (Trumpet, Vocals)
- Chet Baker Sings (1954)
- CHET IN PARIS. Vol. 1 (1955)
- CHET IN PARIS. Vol. 2 — EVERYTHING HAPPENS TO ME (1955)
- CHET IN PARIS. Vol. 3 — CHERYL
- CHET IN PARIS. Vol. 4 — ALTERNATE TAKES
- IN EUROPE, 1955 (1955)
- CHET BAKER AND CREW (1956) (Trumpet, Vocals)
- CHET BAKER BIG BAND (1956)
- Quartet: Russ Freeman, Chet Baker (1956)
- ROUTE (1956) by Chet Baker/Art Pepper
- REUNION (1957) by Gerry Mulligan/Chet Baker
- Chet Baker in New York (1958)
- IN NEW YORK (1958)
- SINGS IT COULD HAPPEN TO YOU (1958) (Trumpet, Vocals)
- STAN MEETS CHET (1958) by Stan Getz/Chet Baker
- CHET (1959)
- CHET BAKER INTRODUCES JOHNNY PACE (1959)
- IN MILAN (1959)
- PLAYS THE BEST OF LERNER AND LOEWE (1959)
- ITALIAN SESSIONS (1962)
- STELLA BY STARLIGHT (WEST WIND) (1964)
- Comin' on with the Chet Baker Quintet (1965)
- Cool Burnin' (1965)
- CARNEGIE HALL CONCERT (1974) by Chet Baker / Gerry Mulligan
- CARNEGIE HILL CONCERT (GOLD DISC) (1974) by Chet Baker/Gerry Mulligan
- SHE WAS TOO GOOD TO ME (1974)
- CONCIERTO (1975) by Jim Hall
- LIVE IN PARIS 1960-63/LIVE IN NICE 1975
- LIVE IN CHATEAUVALLON (1978)
- JUST FRIENDS (1979)
- TOUCH OF YOUR LIPS (1979)
- Somedav mv Prince Will Come (1979)
- CHET BAKER AND THE BOTO BRASILIAN QUARTET (1980)
- IN PARIS: TUNE UP (1980) (Trumpet, Vocals)
- PATRAO (1980) by Ron Carter
- Chet Baker Live: 'Round Midnight (1981)
- IN CONCERT (1982) by Chet Baker/Lee Konitz
- OUT OF NOWHERE (1982)
- PEACE (1982)
- PUNCH THE CLOCK (1983) by Elvis Costello AND The Attractions
- Blues for a Reason (1984)
- BEST OF ELVIS COSTELLO AND THE ATTRACTIONS (1985) by Elvis Costello
- Chet Baker Trio (1985)
- BIRD YOU NEVER HEARD (1988) by Charlie Parker
- LITTLE GIRL BLUE (1988) by Chet Baker/Space Jazz Trio
- MY FAVORITE SONGS: THE LAST CONCERT. Vol. 1 (1988) (Trumpet, Vocals)
- LET’S GET LOST: THE BEST OF CHET BAKER SINGS (1989) (Trumpet, Vocals)
- SILENCE (1989) by Charlie Haden
- BIRTH OF THE COOL. Vol. 2 (1992) by Various Artists
- NEWPORT YEARS. Vol.1 (1992) by Chet Baker Quartet
- PLAYS AND SINGS THE GREAT BALLADS (1992)
- YOUKALI (1992) by Jim Hall
- UNUSUAL CHET — NAIMA. Vol.1 (1992)
- CHRISTMAS SONGS (1993) by Various Artists
- MY FUNNY VALENTINE: CHET BAKER PLAYS AND SINGS FOR LOVERS (1994) (Trumpet, Vocals)
- PACIFIC JAZZ YEARS (BOX) (1994) (Drums, Trumpet, Vocals)
- VERVE JAZZ MASTERS 32 (1994) (Trumpet, Vocals)
- EMBRACEABLE YOU (1995) (Trumpet, Vocals)